# JNN報道特集
『JNN報道特集』（ジェイエヌエヌほうどうとくしゅう）は、1980年10月4日から2008年3月30日までTBS (JNN) 系列で放送された報道ドキュメンタリー番組である。通称は、本番組の後継の『報道特集NEXT』が改題後、2010年4月3日から用いている番組名と同じ「報道特集」。

## 概要
時事問題を様々な観点から分析。時には政治家や経済評論家らをスタジオに呼び、詳しくニュースを解説した。“報道のTBS”の原点を築いた看板番組とも位置づけられる。
芸能界にかかわる時事的な話題はしばしば取り上げられたが、芸能界自体の話題が取り上げられる事は少なかった。
放送前日・当日に大きな事件が起こった場合は急遽放送内容を切り替え、他のニュースショーと同じ形態での放送となる場合もあった。
番組に専属するスタッフ以外にも、TBSをはじめJNN系列局の記者や別番組（『JNNニュースの森』など）のスタッフの取材内容も放送していた。なお、初期はスタジオに専門家を招き、時事問題に関する討論を放送したことがあった。
2021年、後継番組『報道特集』と共に、第58回ギャラクシー賞（報道活動部門大賞）を受賞した。

## 放送時間帯の変遷
スタート当初はプライムタイムの放送で、毎週土曜日の22:00 - 22:55（JST、以下同じ）の1時間番組（実質55分）であったが、1982年4月から毎週日曜日の18:00 - 19:00（1995年10月からは6分縮小して18:00 - 18:54）に移行。2000年4月からは18:30にドキュメンタリー番組枠が設置されたことから30分繰り上がり、17:30 - 18:24の放送になった。
CS放送TBSニュースバードでも2日遅れの火曜日の21:00 - 22:00に放送（ただし『ザ・プロ野球』放送日は再放送なし）。
2007年4月16日からはBSデジタル放送BS-i（現：BS-TBS）でも1日遅れの月曜日の20:00 - 20:54に放送された（2008年3月10日に終了）。
| 期間      | 期間      | 放送時間（日本時間）         |
| --------- | --------- | ---------------------------- |
| 1980.10.4 | 1982.3.27 | 土曜日 22:00 - 22:55（55分） |
| 1982.4.4  | 1995.10.1 | 日曜日 18:00 - 19:00（60分） |
| 1995.10.8 | 2000.4.9  | 日曜日 18:00 - 18:54（54分） |
| 2000.4.16 | 2008.3.30 | 日曜日 17:30 - 18:24（54分） |

## 内容
初代アンカーマンの北代淳二は自らの意見を述べないスタイルを貫いたが、料治直矢に替わって以降キャスターが自身の意見を述べた。日本の民間放送における報道の方向性が変化していた。
1981年のポーランド民主化運動を放送した回は世界的なスクープであるにもかかわらず視聴率は2%前後であった。
1982年8月の毎週末の台風報道、1983年1月の中川一郎変死スクープ報道、さらにフィリピンのベニグノ・アキノ暗殺事件においては20%強の視聴率を得、内外からも注目されて一時は時代の寵児的な報道番組と評された。
1994年、田丸美寿々がテレビ朝日より移籍してキャスターに就任。1997年2月をもって料治は休養のため降板、翌月に田丸がメインキャスターとなる（料治は同年の夏に逝去）。
しかし2002年10月、日テレで裏番組の『真相報道 バンキシャ!』が放送を開始、一部時間帯が本番組と重複し、重複時間帯の視聴率に陰りが見え始める。
『バンキシャ!』対策もあり、2003年秋季にタイトルロゴやテーマ音楽、スタジオセットを刷新、番組スタッフを大幅に入れ替え、岩城浩幸キャスターも降板して内容を大きく改変する。時代にあったテーマを掘り下げて北朝鮮問題や国内の社会テーマでスクープを連発した。
2004年当時、『バンキシャ!』の平均視聴率は13 - 15%、最高視聴率は同年7月17日の20.5%だったが、リニューアルにより視聴率が回復傾向に転じた本番組も10%を超える平均視聴率を記録。後半の時間帯のみとは言え、本番組の視聴率に裏番組の影響がそれほどなかったばかりか、両番組とも報道番組における数少ない視聴率10%超の番組となった。
リニューアル以降、いわゆるヒューマンドキュメンタリーの類はほとんど扱わず、逆に他の報道番組では取り挙げられないテーマに対しても挑み、系列局のエース記者やディレクターも多く制作する。
2008年4月の改編で土・日の17時・18時台が枠再編されるのに伴い、同年3月30日放送分をもって同タイトルでの放送を終了。4月5日からは『報道特集NEXT』と題して毎週土曜17:30 - 18:50に放送されるようになった。これにより、『バンキシャ!』との重複は解消された。『報道特集NEXT』は、それまで放送されてきた『JNNイブニング・ニュース』に替わる土曜日夕方のJNNニュース枠を挿入する形の編成となった。
本番組が立ち退いた跡の2008年4月6日以降は、17:00 - 17:30は毎日放送制作のアニメ番組枠となり、17:30 - 17:55は『JNNイブニング・ニュース』が30分繰り下げ、18:00 - 18:30は日曜23:30から放送されていた『世界遺産』が『THE世界遺産』と改題・枠移動して放送されている。
当番組の開始から満30年となるのを前に、2010年4月3日から『報道特集NEXT』は『報道特集』へと再改題した。放送時間・内容は『報道特集NEXT』と同じ。

## オープニング
- 初代

ブルーからブラックに変化すると同時に画面中央からに赤い波状の光線を出し、画面中央上の左から右へタイトルロゴが下から入力する様に現れ、画面がフラッシュすると「JNN報道特集」のタイトルロゴが完成。2秒後「JNN」のロゴが消え「報道特集」は上下の地球儀の中央にズームダウンし左へ移動。画面中央から世界地図が大きくなっていき、更に世界地図の中央からスタジオが映り始め、完全にスタジオに移り変わると本編に入る。
- 2代目

前作をCGに作り直した映像。ブラックバックに赤い光線を出し、画面中央上から青い泡状の光が赤い光線の下に降り注ぐ形で、タイトルロゴが下から1文字ずつ組み立てられ、最後に青い泡状の光からJNNが1文字ずつ並びタイトルロゴが完成。2秒後、タイトルロゴが横1列になる様、画面中央にズームダウンし、上下に三角形の世界地図が左右に回る様に画面中央右から赤い棒上の線が出て、5秒後に世界地図が分解しタイトルロゴは左へ高速移動。赤い棒上の線は正面に向かってアングルし、画面中央からスタジオがフェードイン。後期はその日の特集をラインナップ。
- 3代目

TBS局舎移転と同時に一新。画面中央右から青いリング状の円形等が左へ高速移動するのと同時に、画面中央下から波の泡を出し、画面中央右から「JAPAN NEWS NETWORK」が画面左下へゆっくり移動。同時に放射線状の線を組み合わせる様に地球儀が作られ、透明なタイトルロゴがゆっくりとズームダウンし、白色に変化。タイトルロゴの上にJNNが1文字ずつ滑り込む様に組み合わされる。タイトルロゴ完成後、画面中央に高速移動し、その日の特集をラインナップ。この代からOP映像が10秒短縮。
- 4代目

その日の特集をラインナップ。次の項目に移る際にCGの一部が挿入。オフィスや高層ビル、街並みや人のシルエットが映り、画面中央右から「JAPAN NEWS NETWORK」が出たと同時に画面中央に到達。斜め四角形が上下左右に組合わされ、黒文字で「報道特集」が表示、「JAPAN NEWS NETWORK 報道特集」が完成（2006年度からは前作のアレンジverに変更）。スタジオ全体を映し、本編に入る。

## 放送局
地域や都道府県の配列に際し、日本民間放送連盟公式サイト「会員社」ページ の表記に準じた（一部例外あり）。
| 放送対象地域   | 放送局             | 系列                                   | 備考                                                           |
| -------------- | ------------------ | -------------------------------------- | -------------------------------------------------------------- |
| 関東広域圏     | 東京放送           | TBS系列                                | 制作局 現：TBSテレビ                                           |
| 北海道         | 北海道放送         | TBS系列                                |                                                                |
| 青森県         | 青森テレビ         | TBS系列                                |                                                                |
| 岩手県         | IBC岩手放送        | TBS系列                                | 1995年6月22日までの局名は『岩手放送』                          |
| 宮城県         | 東北放送           | TBS系列                                |                                                                |
| 山形県         | テレビユー山形     | TBS系列                                | 1989年10月開局から                                             |
| 福島県         | 福島テレビ         | TBS系列（当時） （現：フジテレビ系列） | 放送開始から1982年3月まで 日曜夕方への時間帯移動に伴い打ち切り |
| 福島県         | テレビユー福島     | TBS系列                                | 1983年12月開局から                                             |
| 山梨県         | テレビ山梨         | TBS系列                                |                                                                |
| 長野県         | 信越放送           | TBS系列                                |                                                                |
| 新潟県         | 新潟放送           | TBS系列                                |                                                                |
| 静岡県         | 静岡放送           | TBS系列                                |                                                                |
| 富山県         | チューリップテレビ | TBS系列                                | 1990年10月開局から 1992年9月までの局名は『テレビユー富山』     |
| 石川県         | 北陸放送           | TBS系列                                | 1981年4月11日から1982年3月27日まで 1982年10月3日から再開       |
| 中京広域圏     | 中部日本放送       | TBS系列                                | 現：CBCテレビ                                                  |
| 近畿広域圏     | 毎日放送           | TBS系列                                |                                                                |
| 島根県・鳥取県 | 山陰放送           | TBS系列                                |                                                                |
| 岡山県・香川県 | 山陽放送           | TBS系列                                | 現：RSK山陽放送                                                |
| 広島県         | 中国放送           | TBS系列                                |                                                                |
| 山口県         | テレビ山口         | TBS系列                                | 1987年9月まではフジテレビ系列とのクロスネット局                |
| 愛媛県         | あいテレビ         | TBS系列                                | 1992年10月開局から 2002年9月までの局名は『伊予テレビ』         |
| 高知県         | テレビ高知         | TBS系列                                |                                                                |
| 福岡県         | RKB毎日放送        | TBS系列                                |                                                                |
| 長崎県         | 長崎放送           | TBS系列                                |                                                                |
| 熊本県         | 熊本放送           | TBS系列                                |                                                                |
| 大分県         | 大分放送           | TBS系列                                |                                                                |
| 宮崎県         | 宮崎放送           | TBS系列                                |                                                                |
| 鹿児島県       | 南日本放送         | TBS系列                                |                                                                |
| 沖縄県         | 琉球放送           | TBS系列                                |                                                                |

## 歴代出演者

### 歴代キャスター
| 期間 | 期間      | メイン格              | メイン格以外                                      |
| --- | --------- | --------------------- | ------------------------------------------------- |
| 1980.10.4 | 1982.9    | 北代淳二 アンカーマン | 料治直矢、田畑光永、小島康臣 キャスターリポーター |
| 1982.10 | 1986.9    | 田畑光永              | 小川邦雄、料治直矢                                |
| 1986.10 | 1987.9    | 堀宏                  | 小川邦雄1                                         |
| 1987.10 | 1991.9    | 料治直矢              | 堀宏、小川邦雄                                    |
| 1991.10 | 1993.3    | 料治直矢              | 小川邦雄、蟹瀬誠一                                |
| 1993.4 | 1994.9    | 料治直矢              | 小川邦雄、阿川佐和子                              |
| 1994.10 | 1997.2    | 料治直矢              | 田丸美寿々、吉岡攻2                               |
| 1997.3 | 1998.9    | 田丸美寿々3           | 吉岡攻2                                           |
| 1998.10 | 2003.9    | 田丸美寿々3           | 岩城浩幸、池田裕行、吉岡攻2                       |
| 2003.10 | 2008.3.30 | 田丸美寿々3           | （不在）                                          |
| - 1 料治の『ネットワーク』担当に伴う変更。 - 2 不定期に出演。 - 3 後継番組『報道特集NEXT』→『報道特集』も続投。 |           |                       |                                                   |

備考
- 開始当初は、北代をアンカーマンに、料治・田畑・小島のキャスターリポーター体制だった。
- 料治は、同局平日深夜のニュースを担当したため一時降板。小川も1988年10月から1年間、平日深夜の『JNNニュースデスク'88・'89』を担当していたが、当番組を降板することなく1994年9月まで出演した。

### ナレーター
- 大木民夫
- 銀河万丈
- 郷里大輔
- 羽佐間道夫
- 槇大輔
- 屋良有作
- 遊佐浩二
- 谷育子
- 小山茉美
- 幸田直子
- 中里雅子
- 巴菁子
- 平野正人
- 田中敦子
- ほか

## スクープとなった報道
- 1983年、ベニグノ・アキノ・ジュニアに同行取材し、8月21日にマニラ国際空港で暗殺された際の銃声を収録。1週間後の8月28日に「アキノ白昼の暗殺」と題した特別番組を放送し、収録映像を基に音声を解析、フィリピン共和国政府の発表内容との矛盾点をあぶり出した。フィリピンでは海賊版が上映され、大統領のフェルディナンド・マルコスへの不信感が募り、1986年2月22日のエドゥサ革命（別名:イエロー革命、ピープルパワー革命）蜂起に至る遠因となった。1984年度日本新聞協会賞を受賞。
- 1988年2月28日放送回で、インタビュー出演した大阪商工会議所会頭（サントリー社長）の佐治敬三が仙台への首都移転構想に異を唱え、東北地方を蔑視する内容の舌禍事件を起こした（東北熊襲発言）。

## 問題となった報道
- 1995年5月7日と5月14日のオウム真理教に関する報道で、麻原彰晃の顔のカットが挿入され、サブリミナル効果を引き起こす手法が問題となった。TBSは7月21日付で、郵政省（現：総務省）から厳重注意の行政指導を受けた[8]。
- 2004年3月7日放送回で、自閉症の原因として水銀を取り上げ、キレーション療法を紹介した。この治療方法は、開発されたアメリカ合衆国でも根拠が無いとの説があり、過去4回にわたって試験され、いずれも否定的な結果に終わっていたが「一定の効果をあげているのは事実」として報道した。特定非営利活動法人東京都自閉症協会は、TBSに対して申し入れを行い、3月14日の放送で出演者が「キレート剤の治療については、専門医に慎重にご相談いただきたいと思います」とコメントした。